# جون ك. جاكسون
جون ك. جاكسون (بالإنجليزية: John K. Jackson)‏ هو محامي أمريكي، ولد في 2 فبراير 1828 في أوغستا في الولايات المتحدة، وتوفي في 27 فبراير 1866 في ميلدغفيل في الولايات المتحدة بسبب ذات الرئة.